# Sellnickochthonius meridionalis
Sellnickochthonius meridionalis är en kvalsterart som först beskrevs av Bernini 1973.  Sellnickochthonius meridionalis ingår i släktet Sellnickochthonius och familjen Brachychthoniidae. Inga underarter finns listade i Catalogue of Life.